# Список стран, в которых есть магазины IKEA
IKEA — многонациональная группа компаний, которая разрабатывает и продает готовую к сборке мебель, бытовую технику и аксессуары для дома. По состоянию на 23 апреля 2024 года 473 магазина IKEA работают в 63 странах и 5 территориях.

## Магазины ИКЕА

Карта стран с магазинами ИКЕА
Текущие местоположения рынков
Будущие/планируемые местоположения рынков
Бывшие рынки
Нет текущих или планируемых рынков

### Текущие рынки
Следующий список стран и регионов, в которых есть магазины ИКЕА, упорядочен по дате открытия первого магазина на каждом рынке.
| №  | Страна                   | Открытие | Расположение первого магазина      | Количество магазинов                  | Примечания |
| -- | ------------------------ | -------- | ---------------------------------- | ------------------------------------- | --- |
| 1  | Швеция                   | 1958 год | Эльмхульт                          | 21                                    | В Швеции находится третья по величине компания IKEA в мире (за пределами Стокгольма; 55 221 квадратный метр (590 000 фут²) по названию южнокорейского магазина Gwangmyeong. |
| 2  | Норвегия                 | 1963 год | Слепенден                          | 7                                     | Первая ИКЕА за пределами Швеции. Магазины: Осло (два магазина, Slependen и Furuset), Кристиансанн, Ставангер, Тронхейм, Берген и Хамар. |
| 3  | Дания                    | 1969 год | Баллеруп (около Копенгагена)       | 6                                     | Открыт 13 марта 1969 года. Магазин Ballerup закрылся и переехал в Тоструп в 1975 году. Другие магазины: Gentofte, Орхус, Оденсе, Ольборг и Копенгаген. |
| 4  | Швейцария                | 1973 год | Шпрайтенбах                        | 10                                    | Первая ИКЕА за пределами Скандинавии. |
| 5  | Япония                   | 1974 год | Нагоя                              | 13                                    | Первая ИКЕА за пределами Европы. IKEA ушла с рынка в 1987 году из-за застоя в продажах, затем вернулся в 2006 году, открыв магазин в Фунабаси, Тиба (префектура) в рамках дистрибьюторского партнерства с Mitsubishi Corporation. |
| 6  | Германия                 | 1974 год | Эхинг (около Мюнхена)              | 54                                    | Крупнейший рынок ИКЕА. В одном только Берлине четыре магазина. Берлинский магазин Landsberger Allee является вторым по величине в Европе с площадью 43 000 м2 (460 000 фут²). Первый магазин в Восточной Германии открылся в октябре 1990 года, через месяц после воссоединения Германии. |
| 7  | Австралия                | 1975 год | Артармон (Сидней)                  | 10                                    | Магазины IKEA в Перте и Аделаиде принадлежали Cebas Pty Ltd до февраля 2017 года, когда они были приобретены группой IKEA. |
| 8  | Гонконг                  | 1975 год | Коулун (Цим Ша Цуй)                | 4                                     | Первый магазин IKEA в Гонконге, тогда еще на британской территории, открылся на Чатем-роуд, Цим Ша Цуй, в начале 1975 года. Все они являются франшизами, принадлежащими DFI Retail Group. Первая ИКЕА на китайскоязычной территории. |
| 9  | Канада                   | 1976 год | Дартмут                            | 14                                    | Первый магазин IKEA в Северной Америке открылся в Дартмуте, Новая Шотландия в 1976 году и закрылся в 1988 году. хотя в 2017 году компания открыла новый магазин в Дартмуте. По состоянию на 2023 год в шести провинциях существовало 16 магазинов, а также множество пунктов выдачи товаров только для самовывоза. |
| 10 | Австрия                  | 1977 год | Вёзендорф (около Вены)             | 8                                     | В 2021 году IKEA открыла свой первый экологически чистый магазин в Вене на железнодорожном вокзале Вена-Вестбанхоф. В магазине нет парковки, а продаются только товары, которые можно доставить домой на общественном транспорте. Большую мебель можно заказать в магазине, и она будет доставлена домой на автомобилях с нулевым уровнем выбросов. |
| 11 | Сингапур                 | 1978 год | Букит Тимах                        | 3                                     | Первый магазин в Юго-Восточной Азии. Оригинальный магазин переехал в Катонг в 1984 году, затем на Александра-роуд в Квинстаун в 1995 году. Второй магазин открылся в ноябре 2006 года в Тампинс. Третий магазин открылся в Джем 29 апреля 2021 года. |
| 12 | Нидерланды               | 1978 год | Слидрехт                           | 13                                    | Штаб-квартира Inter IKEA Systems расположена в Концептуальном центре IKEA в Делфте. Магазин Гронинген является третьим по величине в Европе с площадью 42 000 квадратных метров (0,016 кв. миль). Самый новый магазин открылся в феврале 2015 года в Зволле. Старый магазин в Слидрехте закрылся в 2006 году. |
| 13 | Испания                  | 1980 год | Лас-Пальмас                        | 30                                    | Есть 20 магазинов на материковой части Испании и 10 магазинов на Канарских островах и Балеарских островах. В его состав входят три небольших магазина в Мадриде и Памплоне, а также временный магазин аксессуаров в Мадриде. |
| 14 | Исландия                 | 1981 год | Гардабар                           | 1                                     | Первоначально IKEA начала свой бизнес на чердаке над продуктовым магазином в Рейкьявике. Позже, проведя десять лет на большом складе, он вновь открылся (около 20 000 м2 (220 000 фут²) в Гардабайр в октябре 2006 года). Директор IKEA в Исландии заявил, что они хотят открыть магазин в Акурейри в ближайшие годы, но тем временем этот план был отложен (и вместо этого был установлен лимит на стоимость доставки). |
| 15 | Франция                  | 1981 год | Бобиньи (около Парижа)             | 36                                    | 9 из 36 магазинов находятся в черте города Парижа. |
| 16 | Саудовская Аравия        | 1983 год | Джидда                             | 4                                     | Первая IKEA в стране с мусульманским большинством; магазины расположены в крупных городах Эр-Рияд, Джидда и Дахран. За последние годы магазины в Эр-Рияде и Джидде были полностью перестроены и перемещены. Магазин в Дахране открылся в 2008 году. Второй магазин в Джидде открылся в 2017 году. В двух городах также открылись два пункта самовывоза. |
| 17 | Бельгия                  | 1984 г.  | Завентем и Тернат (около Брюсселя) | 8                                     | Магазины в Андерлехте, Арлоне, Генте, Хасселте, Льеже, Монс, Вилрейк и Завентем. В 2008 году магазин ИКЕА в Тернате закрылся. В 2016 году открылись магазины в Хасселте и Монсе, а в октябре того же года IKEA купила участок земли для открытия второго магазина в Антверпене. Еще один новый магазин откроется недалеко от Кортрейка, но не в ближайшее время. |
| 18 | Кувейт                   | 1984 г.  | Кувейт                             | 3                                     | Первый магазин IKEA в Кувейте был открыт в промышленном районе Шувайх в 1984 году и переведен в новый более крупный объект в The Avenues Mall в начале 2007 года. В 2020 году был открыт магазин украшений в торговом центре 360 Mall. Еще один магазин украшений был открыт 8 ноября 2021 г. в новом торговом центре Assima Mall. A Новый магазин ИКЕА открылся 16 августа 2023 года на юге города Кувейт в торговом центре Warehouse Mall в районе Южная Сабахия штата Кувейт. |
| 19 | США                      | 1985 год | Плимут-Митинг (около Филадельфии)  | 52 (или 55, если включен Пуэрто-Рико) | Соединенные Штаты являются вторым по величине рынком IKEA после Германии или, возможно, делят первое место. к постоянным потерям. Первая IKEA в США была построена на складе, принадлежащем Plymouth Meeting Mall в пригороде Филадельфии Плимут-Митинге; этот магазин переехал в Коншохокен, штат Пенсильвания в 2003 году, где также находится штаб-квартира IKEA в США. В 1992 году IKEA приобрела калифорнийскую сеть STØR, добавив к своему присутствию в США три из четырех магазинов этой сети; Местоположение этой сети в Хьюстон, Техас, действовавшее в соответствии с соглашением о франшизе, стало одним из немногих в мире магазинов IKEA с независимой франшизой. |
| 20 | Великобритания           | 1987 год | Уоррингтон, Чешир                  | 22                                    | IKEA открыла магазин 32 000 квадратных метров (0,012 кв. миль) в Калкоте, Рединг, Беркшир 14 июля 2016 года и открылась в сентябре 2017 года в Шеффилде. 10 мая 2018 года в Эксетере открылся 21-й магазин в Великобритании. Кроме того, в Великобритании есть два пункта заказа и сбора; Норвич(закрыт в 2021 г.) и Абердин. В 2018 году в Лондоне открылась студия планирования IKEA. 4 февраля 2020 года IKEA объявила о своем первом в истории закрытии магазина в Великобритании в Ковентри магазин в центре города из-за постоянных убытков. В 2018 году в Лондоне была открыта студия планирования IKEA. 4 февраля 2020 года IKEA объявила о своем первом в Великобритании закрытии своего магазина в центре города Ковентри из-за постоянных убытков. В 2022 году IKEA открыла свой первый магазин на главной улице в Ливат-Хаммерсмит, ранее называвшийся Kings Mall. В августе 2022 года магазин IKEA в Тоттенеме, Северный Лондон был закрыт после «обширной оценки нашего присутствия в Лондоне в связи с изменением покупательского поведения». |
| 21 | Италия                   | 1989 год | Чинизелло-Бальсамо (около Милана)  | 23                                    | Самый большой магазин расположен в Каругате, Милане, его площадь составляет 38 000 м2 (410 000 фут²). |
| 22 | Венгрия                  | 1990 год | Будапешт                           | 3                                     | В Венгрии есть три магазина, расположенные в городской зоне Будапешта, два в городе и один в Будаэрше. |
| 23 | Польша                   | 1990 год | Варшава                            | 11                                    | Магазины расположены в Варшаве (два), Гданьске, Вроцлаве, Катовице, Кракове, Познани, Лодзь, Быдгощ, Люблин и Щецин. По всей стране доступно более 70 пунктов Click & Collect. |
| 24 | Чехия                    | 1991 год | Будеёвицка (Прага)                 | 4                                     | В Праге есть два магазина ИКЕА и один концептуальный магазин: один в Зличине и один в Черном мосте; и Зличин, и Черный мост расположены на окраине Праги. Концептуальный магазин располагался на Вацлавской площади. Первый оригинальный магазин на Будейовицкой Праге 4 был заброшен в 1995 году. За пределами Праги есть два магазина - во втором по величине городе страны, Брно и в Остраве. В течение шести лет запланировано открытие трех магазинов (Пльзень, Градец Кралове и третий магазин в Праге. В 2018 году концептуальный магазин был открыт на Вацлавской площади в центре Праги и закрылся в конце 2019 года. |
| 25 | Сербия                   | 1991 год | Белград                            | 1                                     | Первый магазин IKEA в современной Сербии был открыт в 1991 году, но был закрыт в 1992 году из-за санкций ООН в отношении Югославии. IKEA вернулась через 25 лет и официально открыла свой первый магазин 10 августа 2017 года. В 2022 году за ним последовал торговый парк 40 000 квадратных метров (430 000 фут²) в Белграде, а также магазин в Бубань-Потоке. IKEA планирует открыть второй магазин в Нише. В Белграде региональный офис для бывшей Югославии и Румынии. |
| 26 | ОАЭ                      | 1991 год | Дубай                              | 4                                     | В ОАЭ есть четыре магазина, расположенных в Дубае, Абу-Даби и Эль-Айне. Первый магазин открылся в Deira City Centre в Дубае. Позже магазин в Дубае переехал в Festival Waterfront Centre. Магазин ИКЕА в Абу-Даби изначально располагался в торговом центре Marina Mall. С тех пор он переехал на Остров Яс. Магазин в Аль-Айне расположен недалеко от верблюжьего базара и Торговый центр Бавади. Четвертый магазин в Дубае расположен в торговом центре Festival Plaza, расположенном в районе Джебель-Али. Аль-Футтаим является владельцем франшизы IKEA в ОАЭ, Египте и Катаре. |
| 27 | Словакия                 | 1992 год | Братислава                         | 1                                     | Оригинальный магазин был закрыт после открытия нового магазина в торговом парке «Авион». Еще два магазина запланированы в Словакии, в Кошице и Жилине. |
| 28 | Китайская Республика     | 1994 г.  | Тайбэй                             | 8                                     | IKEA открыла свой первый магазин в Тайбэе в 1994 году. В настоящее время 8 магазинов IKEA работают в различных городах Тайваня, а именно: Тайбэй, Новый Тайбэй, Таоюань, Гаосюн , Тайчжун и Цзяи, при этом в Тайбэе и Новом Тайбэе есть по 2 магазина в каждом, а в других городах - по 1 магазину. Последний магазин ИКЕА, открывшийся на Тайване, — это Chiayi City Shop; находится в том же помещении, что и RT-Mart в Цзяи 26 декабря 2022 года. Это первый магазин IKEA «магазин в магазине» на Тайване. На сегодняшний день магазин Таоюань является крупнейшим из всех 8 магазинов, работающих в настоящее время на Тайване. Франшиза IKEA на Тайване первоначально принадлежала Джардин Мэтисон, но в настоящее время она принадлежит косвенно Джардин Мэтисон через DFI Retail Group. |
| 29 | Финляндия                | 1996 год | Эспоо                              | 5                                     | Магазины были открыты в Вантаа в 2003 году, в Райсио в 2008 году, в Тампере в 2010 году и в Куопио в 2011 году. Магазин ИКЕА в Тампере — крупнейший в Финляндии. |
| 30 | Малайзия                 | 1996 год | Бандар Утама                       | 4                                     | Ранее расположенный в здании 1 Utama, первый магазин был переведен в отдельный магазин в Мутиара Дамансара, Селангор в 2003 году. Второй магазин в Черас, Куала-Лумпур был открыт 19 ноября 2015 г. 15 ноября 2017 г. открылся магазин в Тебрау , Джохор-Бару. Последний магазин IKEA в Бату-Каван, Пенанг открылся 14 марта 2019 г. |
| 31 | Китай                    | 1998 год | Шанхай                             | 38                                    | Всего в материковом Китае 37 магазинов ИКЕА, в том числе 4 магазина в Шанхайе, 3 в Пекин (один маленького формата), 2 в Чэнду, Гуанчжоу, Шэньчжэнь и Тяньцзинь и 23 человека в других городах Китая. |
| 32 | Израиль                  | 2001 г.  | Нетания                            | 7                                     | ИКЕА работает в Израиле через франчайзинговую компанию IKEA Israel. IKEA имеет пять постоянных магазинов в Израиле, расположенных в Нетании, Бейт-Шемеш, Ришон-ле-Цион, Кирьят-Ата и Беэр-Шева. Есть также два магазина IKEA Kitchens, специализирующиеся исключительно на кухнях, в Тель-Авивском порту и Петах-Тикве. В Ашдоде планируется открыть один магазин. |
| 33 | Греция                   | 2001 г.  | Салоники                           | 8                                     | Первый магазин открылся в Салониках 24 октября 2001 года. Впоследствии IKEA открыла четыре магазина в Афинах и один в Ларисе Янине Ханье и т. д. в каждом. Также три магазина нового поколения, также известные как ikea city открылись в торговом центре The Mall Athens (1900 м2 (20 000 фут²)), в районе Пирей в Афинах (Шаблон:Convert/2000) и Александруполисе (1560 квадратных метров (Шаблон:Convert/кв.фут)). |
| 34 | Португалия               | 2004 г.  | Алфражиде (около Лиссабона)        | 5                                     | Второй магазин открылся 31 июля 2007 г. в Матозиньюш, с 36 000 квадратных метров (0,014 кв. миль), и третий магазин открылся 25 мая 2010 г. во Фриласе, Лориш, крупнейший магазин на Пиренейском полуострове площадью 39 000 квадратных метров (0,015 кв. миль). Четвертый магазин открылся в Браге с 22 000 квадратных метров (0,0085 кв. миль). Пятый и последний магазин IKEA открылся в 2018 году в Луле, став первым в Алгарве. |
| 35 | Турция                   | 2005 г.  | Стамбул                            | 7                                     | Есть три магазина в Стамбуле (Байрампаша, Картал и Умрание), один магазин в Измире (Борнова), один магазин в Бурса (Османгази), один магазин в Анкаре (Мамак) и один магазин в Анталья (Кепез). |
| 36 | Румыния                  | 2007 год | Бухарест                           | 4                                     | Магазин 26 000 квадратных метров (0,010 кв. миль) открылся 21 марта 2007 года в торговом парке Băneasa в Бухаресте. 24 июня 2019 г. в Бухаресте был открыт второй магазин 37 000 квадратных метров (0,014 кв. миль). Третий магазин открылся в Тимишоаре 8 июня 2023 г. Другие магазины запланированы в Брашов, Клуж-Напока, Констанца, Крайова и Яссы. |
| 37 | Кипр                     | 2007 год | Строволос (около Никосии)          | 1                                     | Магазин 22 000 квадратных метров (0,0085 кв. миль) открылся в сентябре 2007 года. |
| 38 | Ирландия                 | 2008 год | Баллимун (около Дублина)           | 2                                     | Первый магазин IKEA в Республике Ирландия (и второй на острове Ирландия) открылся 27 июля 2009 года. Первый в Ирландии магазин небольшого формата, где покупатели могут заказывать и забирать товары, открылся в Каррикмайнс летом 2016 года. |
| 39 | Доминиканская Республика | 2010 год | Санто-Доминго                      | 4                                     | Первая IKEA в Латинской Америке и Карибском бассейне. Первый магазин открылся 17 февраля 2010 года в Санто-Доминго. =IKEA откроет магазин в Доминиканской Республике\|access-date=21 августа 2017 г.}</ref> Это первый магазин IKEA в Латинской Америке. |
| 40 | Болгария                 | 2011 год | София                              | 6                                     | Первый магазин IKEA площадью 30 000 квадратных метров (0,012 кв. миль) был открыт в столице Болгарии София 20 сентября 2011 года греческой компанией Fourlis. В 2020 году был открыт концептуальный магазин средней площади 8000 квадратных метров (0,0031 кв. миль) в торговом центре Delta Planet Mall в Варна. В 2021 году в Mall of Sofia был открыт небольшой концептуальный магазин площадью 1200 квадратных метров (0,00046 кв. миль). IKEA дополнительно управляет двумя центрами заказов и самовывозов в Бургас и Пловдив. Шестой магазин был открыт в Велико Тырново в ноябре 2023 года. |
| 41 | Таиланд                  | 2011 год | Бангкок                            | 4                                     | Первая IKEA в Таиланде открыла свои двери 3 ноября 2011 года в Банг Пхли, Самутпракане. Ожидается, что он будет иметь 43 000 квадратных метров (0,017 кв. миль) торговых площадей как часть торгового центра Mega Bangna. 15 марта 2018 г. компания IKEA в Таиланде открыла второй магазин, расположенный в Бангъяй, Нонтхабури в рамках торгового центра CentralPlaza WestGate. mall. IKEA также открыла магазин в Район Ампхе в Пхукет. Он был открыт 27 ноября 2015 года, первоначально как пункт выдачи и заказа, но позже был преобразован в магазин. В июне 2022 года IKEA в Таиланде объявила о плане открытия четвертого магазина (IKEA Sukhumvit), расположенного в самом центре Бангкока на Sukhumvit Road на третьем этаже торгового центра Emsphere; рядом с парком Бенчасири. Этот магазин является первым магазином в центре города в регионе и открылся 1 декабря 2023 года. |
| 42 | Макао                    | 2012 год | Тайпа                              | 1                                     | В 2012 году в Макао открылся первый магазин с самовывозом товаров IKEA на Авенида де Венсеслау де Мораис. В апреле 2016 года локация была перенесена в Башню Макао. Первый магазин IKEA в Макао открылся 23 апреля 2020 года в торговом центре Nova Grand в Тайпе. |
| 43 | Литва                    | 2013 год | Вильнюс                            | 4                                     | Первый магазин IKEA в Балтике был открыт 14 августа 2013 года в Вильнюсе, Литва, с магазином 26 000 квадратных метров (280 000 фут²). Два пункта заказа и выдачи расположены в Каунасе и Клайпеде. В 2023 году в Шяуляйе был открыт пункт планирования и заказа. |
| 44 | Пуэрто-Рико              | 2013 год | Баямон                             | 3                                     | IKEA присутствует в Пуэрто-Рико с 2013 года, открыв три центра заказов и выдачи товаров в Баямон, Понсе и Каролине. Первый магазин IKEA в Пуэрто-Рико был открыт 29 сентября 2021 года на бывшей территории Sears недалеко от Santa Rosa Mall в Баямоне. |
| 45 | Египет                   | 2013 год | Каир                               | 3                                     | Первый магазин IKEA в Африке открылся 26 ноября 2013 года. Магазин расположен в торговом центре Cairo Festival City Mall, его площадь 34 500 квадратных метров (370 000 фут²). Второй магазин расположен в торговом центре Mall of Arabia в 6 октября в городе. Третий временный магазин открывается только летом в Сиди Абдель Рахман. |
| 46 | Катар                    | 2013 год | Доха                               | 1                                     | Первая IKEA в Катаре открыла свои двери 11 марта 2013 года. Магазин расположен в торговом центре Doha Festival City Mall. |
| 47 | Иордания                 | 2014 год | Амман                              | 1                                     | Первая IKEA в Иордании открыла свои двери 6 марта 2014 г. |
| 48 | Хорватия                 | 2014 год | Загреб                             | 1                                     | Первая IKEA в Хорватии открыт 21 августа 2014 г. и общей площадью 38 000 м2 (410 000 фут²). Это один из пяти крупнейших магазинов ИКЕА в Европе и один из 10 крупнейших магазинов ИКЕА в мире. world. |
| 49 | Индонезия                | 2014 год | Тангеранг (около Джакарты)         | 7                                     | IKEA работает в Индонезии по договору франчайзинга с Hero Supermarket, дочерней компанией DFI Retail Group. Свой первый индонезийский магазин он открыл 15 октября 2014 года в Алам Сутера, Тангеранг, расположенном в западном пригороде Большая Джакарта. 28 ноября 2019 года IKEA открыла второй магазин в Сентул Сити, Богоре. Ранее магазин был магазином Giant Hypermarket, но был преобразован. 28 марта 2021 года IKEA открыла свой третий магазин в Кота Бару Парахьянган, Бандунг, Западная Ява; первый магазин за пределами Агломерации Большой Джакарты. 16 сентября 2021 года четвертый магазин IKEA открыл свои двери в жилом комплексе Jakarta Garden City в Какунге. Это первый магазин, расположенный в самом городе Джакарта. Вслед за преобразованным филиалом IKEA Sentul еще 5 крупных магазинов бывшего гипермаркета Giant будут преобразованы в магазины IKEA,, первый такой магазин, а также пятый магазин ИКЕА в Индонезии, находится в Кута, Бали. Магазин открыл свои двери 18 ноября 2021 года; что сделало его первым магазином IKEA в Индонезии, расположенным за пределами главного острова Ява. 7 апреля 2022 года IKEA открыла свой шестой магазин, первый в Индонезии с концепцией городского магазина, в Mall Taman Anggrek в Западной Джакарте. Его пролеты составляют 9400 м2 (100 000 фут²), он занимает два этажа торгового центра. IKEA открыла свой седьмой магазин в Индонезии (а также второй магазин в городе) в Ciputra World Surabaya Mall в Сурабае, Восточная Ява, 15 декабря 2022 г. ; это третий магазин, расположенный за пределами агломерации Большой Джакарты. |
| 50 | Республика Корея         | 2014 год | Кванмён                            | 4                                     | Второй по величине магазин IKEA в мире по адресу 59 000 м2 (640 000 фут²) открыта в Кванмён , Провинция Кёнгидо, возле станции Кванмён, 18 декабря 2014 г. Второй магазин открылся в Коян 19 октября 2017 г. , что еще больше: 164 000 квадратных метров (1 800 000 фут²) в общая площадь, побив предыдущего мирового рекордсмена 131 550 квадратных метров (1 400 000 фут²). К 2020 году IKEA планирует открыть шесть магазинов в стране: четыре в столичном районе Сеула, один в Тэджоне и один в Пусане. Третий магазин открылся в Кихын-гу, Йонъин 12 декабря 2019 г. Четвертый магазин открылся в уезде Киджан, Пусане 13 февраля 2020 г., став первым магазином ИКЕА, расположенным за пределами столичного района Сеула. |
| 51 | Марокко                  | 2016 год | Касабланка                         | 3                                     | Первый магазин ИКЕА в Марокко открылся 11 февраля 2016 года в Новом городе Зената [ fr ], расположенном на окраине Касабланки. Второй магазин украшений был открыт 28 июля 2020 года в Morocco Mall . Третий магазин открылся в Тетуане, Северное Марокко. |
| 52 | Индия                    | 2018 год | Хайдарабад                         | 5                                     | IKEA открыла первый магазин в Индии с 37 000 м2 (400 000 фут²) в Хайдарабаде 9 августа 2018 года. IKEA открыла свой второй магазин в Нави Мумбаи 18 декабря 2020 г., и третий магазин и первый магазин меньшего формата «городской магазин» в Уорли, Мумбаи 9 декабря 2021 г. IKEA планирует открыть 30 магазинов к 2028 году. Ingka Centres, подразделение торговых центров IKEA, объявило в декабре 2021 г., что откроет еще два торговых центра, закрепленный магазинов IKEA, в Гуруграме] и Нойда. Ожидается, что оба торговых центра откроются к 2025 году. Четвертый магазин был открыт в Бангалоре 22 июня 2022 года. 28 июля 2022 г. в торговом центре R City Mall был открыт пятый магазин. Это третий магазин, расположенный в Мумбаи. |
| 53 | Латвия                   | 2018 год | Рига                               | 1                                     | Первый магазин в Латвии был открыт 30 августа 2018 года в Стопиньи недалеко от Риги. |
| 54 | Бахрейн                  | 2018 год | Салмабад                           | 1                                     | IKEA завершила строительство своего первого магазина в Бахрейне площадью 37 000 квадратных метров (400 000 фут²) и открылась для публики 5 сентября 2018 года. Он считается самым большим магазином. в регионе. |
| 55 | Эстония                  | 2019 год | Таллинн                            | 2                                     | IKEA Эстония открыла свой интернет-магазин, а также свой первый физический магазин, ограниченный выставочный зал и пункт самовывоза, в районе Ласнамяэ в Таллинне 29 августа 2019 года. Первый полноразмерный магазин, расположенный в деревня Курна в волости Раэ (за пределами Таллинна) открылся 25 августа 2022 года. |
| 56 | Украина                  | 2020 год | Киев                               | 1                                     | Один магазин 5000 квадратных метров (54 000 фут²) в ТРЦ Blockbuster в Киев. IKEA также имеет несколько пунктов самовывоза и интернет-магазин с доставкой. |
| 57 | Мексика                  | 2020 год | Мехико                             | 2                                     | 2020: запуск интернет-магазина с доставкой в агломерация Мехико. Первый розничный магазин открылся в апреле 2021 года; 23 000 квадратных метров (250 000 квадратных футов) на 3 уровнях со входами со всех 3 этажей нового торгового центра Encuentro Oceanía. |
| 58 | Словения                 | 2021 год | Любляна                            | 1                                     | Первый магазин IKEA в Словении был открыт 25 февраля 2021 года рядом с торговым центром BTC в Любляне. |
| 59 | Филиппины                | 2021 год | Пасай                              | 1                                     | Первый магазин ИКЕА на Филиппинах был открыт 25 ноября 2021 года. Это крупнейший магазин ИКЕА в мире; занимая 65,000 м2 (700 фут²). Магазин расположен в комплексе SM Mall of Asia. IKEA также планирует расширить свою деятельность в других городах Филиппин, таких как Себу, Давао, Кагаян-де-Оро, и Илоило. |
| 60 | Оман                     | 2022 год | Маскат                             | 1                                     | Первый магазин IKEA в Омане был открыт в Маскате 19 июня 2022 года; в пространстве, охватывающем 25,000 м2 (270 фут²) на двух уровнях. Магазин расположен в Oman Avenues Mall и включает в себя ресторан на 394 места и шведский продуктовый рынок. |
| 61 | Чили                     | 2022 год | Сантьяго                           | 2                                     | 17 мая 2018 г. Falabella объявил о заключении франчайзингового соглашения с IKEA на открытие магазинов в Чили, Перу и Колумбии, ребрендинг магазинов Homy и открытие новых магазинов, начиная с Сантьяго. 10 августа 2022 г. первый магазин IKEA в Чили открылся в торговом центре Open Plaza Kennedy в Лас-Кондес в Сантьяго, Чили. Это не только первый магазин ИКЕА в Чили, но и первый магазин ИКЕА, открывшийся в Южной Америке. 14 декабря 2022 года второй магазин IKEA в Чили был открыт в торговом центре Mall Plaza Oeste в Серрильос в Сантьяго, Чили. |
| 62 | Колумбия                 | 2023 год | Богота                             | 2                                     | Первый магазин IKEA в Колумбии открылся в Боготе 28 сентября 2023 года. С открытием второго магазина в Кали 8 мая 2024 г. Третий магазин скоро откроется в Медельине. |
|    | 🇦🇲 Армения               | 2025 год | Аштарак                            | 1                                     | |

### Будущие/планируемые рынки
| Страна         | Год      | Местоположение первого магазина | Примечания |
| -------------- | -------- | ------------------------------- | --- |
| Новая Зеландия | 2025 год | Окленд                          | Ожидается, что первый магазин в стране откроется в Sylvia Park, Окленде в конце 2025 года. |
| Перу           | 2026 год | Лима                            | 17 мая 2018 г. Falabella объявил о заключении франчайзингового соглашения с IKEA на открытие магазинов в Чили, Перу и Колумбии. Ожидается, что первый магазин IKEA в Перу откроется в 2026 году. |
| Люксембург     | 2027 год | Люксембург                      | С 2019 года покупатели из Люксембурга могут получать товары IKEA прямо на свой адрес из ближайшего магазина IKEA в Арлоне, Бельгия.                                                              |
| Вьетнам        | 2028 год | Хошимин                         | В октябре 2017 года генеральный директор Inter IKEA Торбьорн Луф заявил в интервью Bloomberg News, что в ближайшие пять лет компания планирует расширить свою деятельность во Вьетнаме.          |
| Бразилия       | 2029 год | Сан-Паулу                       | В 2017 году IKEA объявила, что намерена расширить свои магазины в Сан-Паулу, Бразилия. Ходили слухи, что он откроется в сентябре 2024 года, однако дата открытия пока неизвестна.                |
| ЮАР            | 2030 год | Претория                        | подлежит уточнению |

### Бывшие рынки
| Страна | Год  | Закрытие | Местоположение первого магазина | Количество магазинов | Примечания |
| ------ | ---- | -------- | ------------------------------- | -------------------- | --- |
| Россия | 2000 | 2022     | Химки (рядом с Москвой)         | 18                   | Россия была четвертым рынком по выручке после Германии, США и Швеции. Было 3 магазина IKEA в Москве (Химки, Теплый Стан и Белая Дача), 2 магазина в Санкт-Петербурге (Парнас и Дыбенко), магазины в Нижнем Новгороде, Екатеринбурге, Казани, Новосибирске, Ростове-на-Дону, Новой Адыгее (в Адыгее недалеко от Краснодара), Самара, Омске и Уфе. Магазины IKEA в России были связаны с торговыми центрами МЕГА, разработанными IKEA. Первоначально к 2020 году планировалось открыть 5–6 новых магазинов. 3 марта 2022 года INGKA Holdings (материнская компания IKEA Россия) объявила, что IKEA приостановит свою деятельность в России и приостановит закупки в стране в связи с российским вторжением в Украину. 15 мая 2022 года IKEA объявила о постоянном закрытии своих магазинов в России. Белорусский ритейлер мебели под названием «Swed House» (бел. Шведскі дом) открылся в Москве в апреле 2023 года, сообщил генеральный директор Мамедали Касымов. Они заменяют магазины IKEA в России. 28 сентября 2023 года Газпромбанк выкупил у IKEA. |

## Франшизы
Магазины IKEA управляются 12 компаниями по соглашениям франшизы с Inter IKEA Systems B.V. Inter IKEA Systems B.V. также владеет и управляет одним магазином — магазином IKEA Delft в Нидерландах.
| Франшизы                    | Количество магазинов | Обслуживаемые страны и территории |
| --------------------------- | -------------------- | --- |
| Al-Futtaim Group            | 9                    | Египет, Оман, Катар, Объединенные Арабские Эмираты |
| Al-Homaizi Group            | 6                    | Кувейт, Иордания, Марокко |
| Аль-Сулейман                | 4                    | Бахрейн, Саудовская Аравия |
| Молочная ферма              | 19                   | Гонконг (Китай), Макао (Китай), Индонезия (косвенно принадлежит DFI Retail Group через Hero Supermarket), Тайвань |
| Falabella                   | 3                    | Чили, Колумбия, Перу |
| Housemarket (Fourlis Group) | 10                   | Болгария, Кипр, Греция |
| Ikano                       | 12                   | Малайзия, Мексика, Филиппины, Сингапур, Таиланд |
| INGKA Holding               | 379                  | Австралия, Австрия, Бельгия, Канада, Китай, Хорватия, Чешская Республика, Дания, Финляндия, Франция, Германия, Венгрия, Индия, Ирландия, Италия, Япония, Нидерланды, Новая Зеландия, Норвегия, Польша, Португалия, Румыния, Россия (приостановлено), Сербия, Словакия, Словения, Южная Корея, Испания, Швеция, Швейцария, Украина, Великобритания, США |
| Карта                       | 7                    | Турция |
| Miklatorg Group             | 4                    | Эстония, Исландия, Латвия, Литва |
| Northern Birch              | 7                    | Израиль |
| Sarton Group                | 12                   | Доминиканская Республика, Пуэрто-Рико (США), Балеарские острова (Испания) и Канарские острова (Испания) |
|                             |                      | |

## Крупнейшие магазины

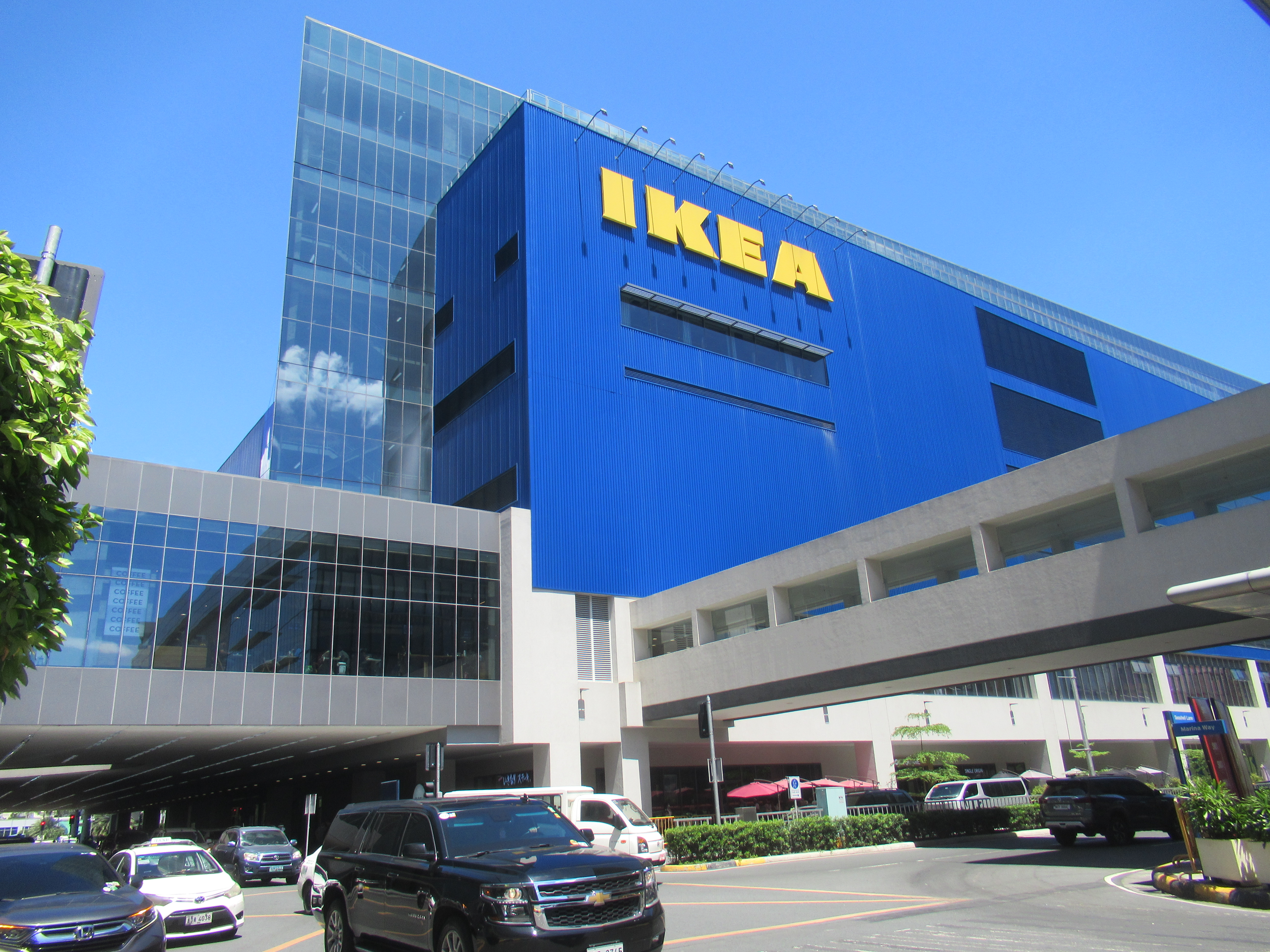
Самый большой в мире магазин IKEA находится в Пасае, Метро Манила, Филиппины.

Шесть крупнейших в мире магазинов IKEA:
1. Pasay, Столичный регион, Филиппины: 65,000 м2 (699,7 фут²)[146]
2. Кванмён, Кёнгидо, Южная Корея: 57 100 м2 (614 619,3 фут²)[147]
3. Стокгольм Kungens Kurva, Швеция: 55 200 м2 (594 167,9 фут²)[147]
4. Шанхай Баошань, Китай: 55 032 м2 (592 359,5 фут²)
5. Гоян, Кёнгидо, Южная Корея: 52 199 м2 (561 865,4 фут²)[148]
6. Бангьяй, Нонтхабури, Таиланд: 50 278 м2 (541 187,9 фут²)[149]

## Внешние ссылки
- Inter IKEA B.V., список и карта магазинов IKEA по всему миру

Шаблон:IKEA